# Piz Saluver
Piz Saluver är en bergstopp i Schweiz.   Den ligger i regionen Maloja och kantonen Graubünden, i den östra delen av landet, 190 km öster om huvudstaden Bern. Toppen på Piz Saluver är 3 161 meter över havet, eller 325 meter över den omgivande terrängen. Bredden vid basen är 4,3 km.
Terrängen runt Piz Saluver är bergig åt nordost, men åt sydväst är den kuperad. Närmaste större samhälle är St. Moritz, 4,9 km sydost om Piz Saluver. 
Trakten runt Piz Saluver består i huvudsak av gräsmarker. Runt Piz Saluver är det ganska glesbefolkat, med 31 invånare per kvadratkilometer.